# Roulade
En roulade er en rullet kage med fyld af frugt eller creme.